# Arichanna tientsuena
Arichanna tientsuena är en fjärilsart som beskrevs av Eugen Wehrli 1933. Arichanna tientsuena ingår i släktet Arichanna och familjen mätare. Inga underarter finns listade i Catalogue of Life.